# Aéroport de Kabalo
Pour les articles homonymes, voir KBO.
'L'aéroport de Kabalo (code IATA : KBO • code OACI : FZRM) est  l'aéroport de la ville de Kabalo dans la province de Tanganyika en République démocratique du Congo. La piste est à 3 kilomètres au sud de la ville et parallèlement à la rivière Lualaba.

## Situation
| Bandundu Basango Mboliasa Bunia Gbadolite Gemena Goma Ilebo Kalemie Kananga Kikwit Kindu Kinshasa-Ndjili Kinshasa-N'Dolo Kisangani Kolwezi Lodja Lubumbashi Matari Matadi Mbandaka Mbuji Mayi Nioki Tshikapa Tshumbe |